# KrAZ-5233
Le KrAZ-5233 est un camion à usage militaire présenté en 2008 et fabriqué par KrAZ.

## Caractéristiques
Il dispose d'un moteur turbo-Diesel 8 cylindres de 330 chevaux et une transmission manuelle à 8 rapports.
Il existe en configurations 4 × 4, 4 × 2 avec un PTAC de 16-19 tonnes en version porteur avec deux empattements disponibles.

### Dérivés

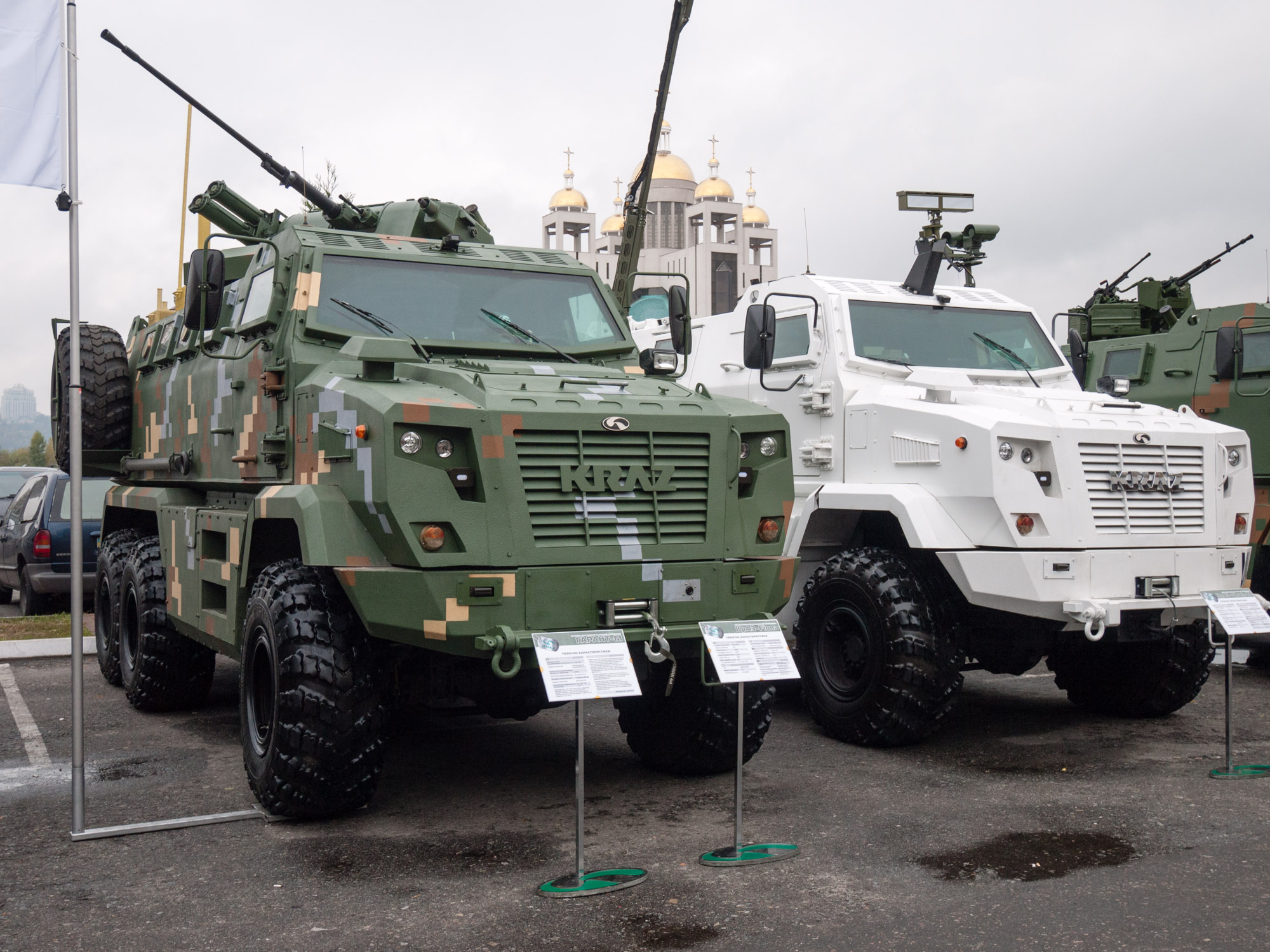
Shrek Un et ambulance.

Le Shrek Un est une version de transport de troupes, il existe aussi en version ambulance.

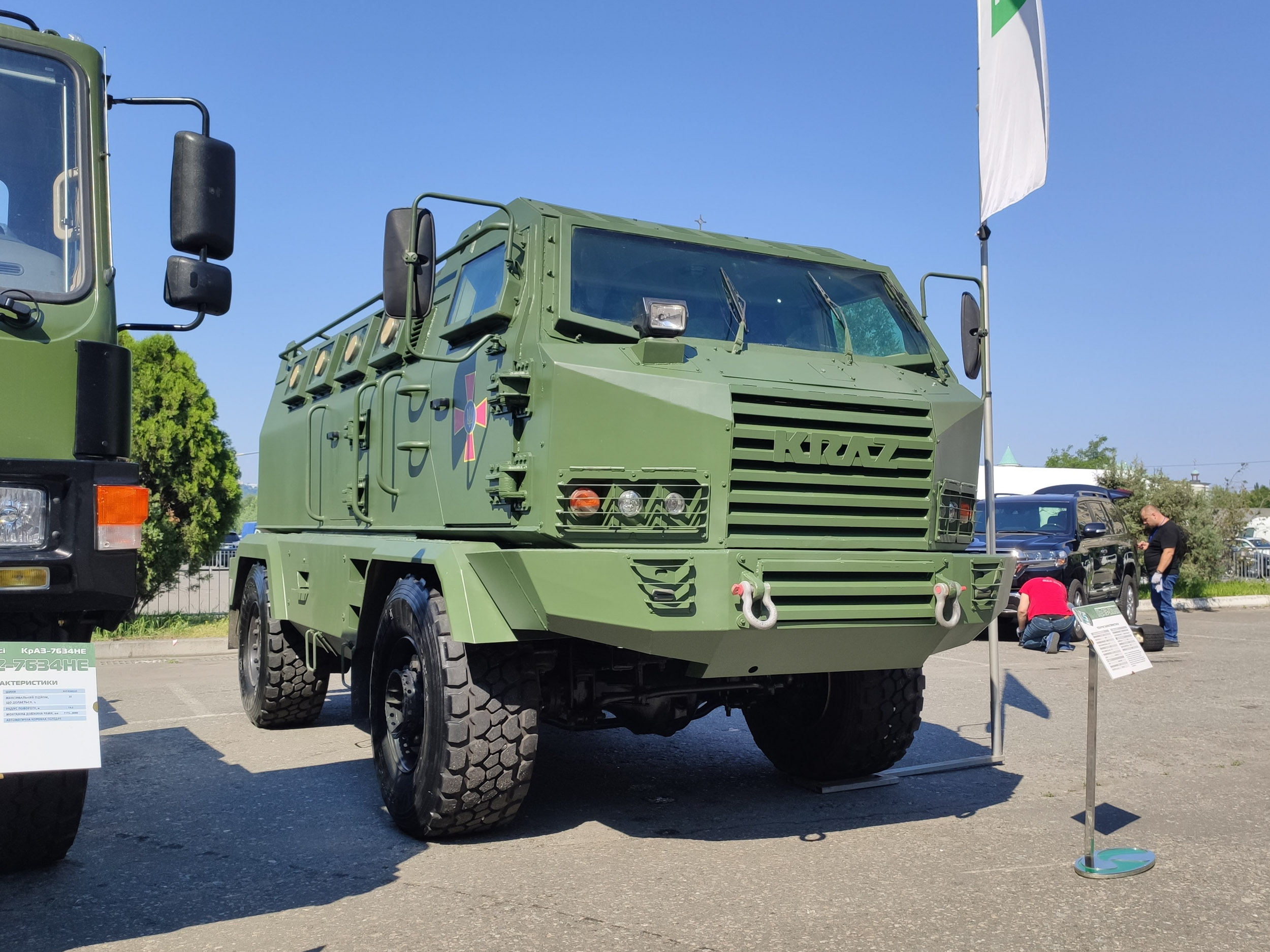
KrAZ Hulk.

Le KrAZ Hulk, transport de troupes pour douze personnes et d'une masse de quatorze tonnes.

## Utilisateurs

### Militaires
- Ukraine
- En août 2010 il est adopté par l'Armée de terre ukrainienne[2]
- en juillet 2014 la Garde nationale de l'Ukraine réceptionnait ses premiers KrAZ-5233[3]. En novembre 2014, 50 exemplaires supplémentaires ont été commandés à destination de la même Garde Nationale ukrainienne[4].

### Civil
- Nigeria - en 2008 100 KrAZ-5233 furent vendus à la police  nigérienne[5]